# مورو لچزه
مورو لچزه (به ایتالیایی: Muro Leccese) یک کومونه در ایتالیا است که در استان لچه واقع شده‌است. مورو لچزه ۱۶ کیلومتر مربع مساحت و ۵٬۲۵۹ نفر جمعیت دارد و ۸۲ متر بالاتر از سطح دریا واقع شده‌است.